# Rejon szpakowski
Rejon szpakowski (ros.: Шпаковский район) – rejon w Kraju Stawropolskim w Rosji z siedzibą w Michajłowsku. W 2010 roku liczył 123 tys. mieszkańców.